# Prosper Bazombanza
Prosper Bazombanza (né le 12 février 1960 dans la Province Mwaro, au Burundi), est un homme politique burundais, vice-président du Burundi depuis le 23 juin 2020. Il a été nommé à ce poste par le président élu Évariste Ndayishimiye. Il a également été premier vice-président de 2014 à 2015.

## Biographie

### Carrière politique
Bazombanza a été directeur général de l'Institut national de la sécurité sociale de 2016 à 2017.